# Фалалеєв Федір Якович
Фалале́єв Фе́дір Я́кович (рос. Фалалеев Фёдор Яковлевич; 19 (31) травня 1899, село Полянське, Можгинський район — 12 серпня 1955, місто Москва) — радянський воєначальник, маршал авіації.

## Біографія
Народився в багатодітній родині селянина (18 дітей, з яких 12 померли в дитинстві). Через бідність закінчив лише початкову (4 класи) та середню (5—6 класи) школи. Працював у родинному господарстві, з 14 років продавцем у купецьких крамницях. З 1917 року працював різьбярем та конторником на Іжевському зброярському заводі. У період Іжевсько-Воткінського повстання 1918 року став на бік більшовиків, вступив до Можгинського революційного комітету та у створений цим ревкомом збройний загін. В 1918 році вступив до РКП(б).
У Червону армію вступив з 1919 року добровольцем. В Громадянську війну воював на Східному фронті проти армії Колчака, в 1920 році був переведений на Південно-Західний фронт, де воював проти армії генерала Врангеля. На цих фронтах був політруком стрілецької роти, секретарем політвідділу полку, інспектором піхоти 13-ї армії, помічником командира кавалерійської групи з політчастини.
З вересня 1922 року — помічник комісару 4-ї Київської артилерійської школи, з липня 1924 року — військовий комісар 14-ї Полтавської піхотної школи. З жовтня 1924 року — військовий комісар 238-го стрілецького полку 80-ї стрілецької дивізії. В 1928 році закінчив Вищу тактично-стрілецьку школу командного складу РСЧА імені Комінтерну «Вистріл», назначений командиром стрілецького батальйону в Краснолуганський стрілецький полк. З листопада 1929 року — командир та воєнком 24-го стрілецького полку. В 1931 році закінчив курси командирів-єдиноначальників при Воєнно-Політичній академії РСЧА імені Н. Г. Толмачева в Ленінграді.
З серпня 1932 року — у ВВС. Направлений на навчання в Першу військову школу льотчиків імені М'ясникова, після закінчення якої в 1933 році одразу продовжив навчання на оперативному факультеті ВВ інженерії академії імені Н. Є. Жуковського, закінчив яку в 1934 році.
З січня 1935 року — командир та воєнком 4-ї далеко-розвідувальної авіаційної ескадрильї, з серпня 1936 року — командир 116-ї змішаної авіаційної бригади. В серпні 1939 року назначений заступником командувача з ВВС 3-ї армії та одночасно вітебської армійської групи. На цих посадах брав участь у вторгненні СРСР до Польщі у вересні 1939 року на території Західної Білорусі.
З червня 1940 року — заступник командувача ВВС Першої окремої Червонопрапорної армії на Далекому Сході. З січня 1941 року — генерал-інспектор авіації РСЧА. З квітня 1941 року — перший заступник начальника Головного управління ВВС Червоної армії. З 4 червня 1940 року генерал-майор авіації.
Після початку німецько-радянської війни був назначений командувачем ВВС 6-ї армії на Південно-Західному фронті. В 1942 році був командувачем ВВС Південно-Західних фронту та напрямку. В жовтня 1942 року відкликаний до Москви та назначений начальником штабу — заступником командувача ВВС РСЧА. З травня 1943 року — заступник командувача ВВС РСЧА, з квітня 1945 року — знову начальник штабу — заступник командувача ВВС РСЧА. На цих посадах значну частину часу провів у діючій армії, координуючи дії учасників у найбільших операціях кількох повітряних армій. У такій якості брав участь у Донбаській операцій (1943), у звільненні Південної України, в Кримській операції (1944), в Білоруській, прибалтійській, Східно-Пруській операціях. За роки війни тричі підвищений у військових званнях: генерал-лейтенант авіації (27.03.1942), генерал-полковник авіації (17.03.1943), маршал авіації (19.08.1944).
В 1942—1943 роках був головним представником від СРСР на переговорах з питань створення та бойової діяльності майбутнього відомого винищувального авіаційного полку «Нормандія-Німан», в 1945 році брав участь в роботі Потсдамської конференції та на зустрічі військових делегацій союзних держав у Норвегії. З 1946 року — начальник Військово-повітряної академії імені Ю. О. Гагаріна. З травня 1950 року — у відставці за хворобою.
Похований на Новодівочому цвинтарі.